# لويس سيمبسون
لويس سيمبسون (11 يونيو 1961 في نيوزيلندا - ) (بالإنجليزية: Lois Simpson)‏ هي لاعبة كريكت نيوزلندية. شاركت مع منتخب نيوزيلندا الوطني للكريكت.

## وصلات خارجية
- لويس سيمبسون على موقع إي آس بي آن كريك إنفو (الإنجليزية)